# Oasi xerotermica di Oulx - Amazas
Oasi xerotermica di Oulx - Amazas este o arie protejată (arie specială de conservare — SAC, sit de importanță comunitară — SCI) din Italia întinsă pe o suprafață de 339 ha, integral pe uscat.

## Localizare
Centrul sitului Oasi xerotermica di Oulx - Amazas este situat la coordonatele 45°01′09″N 6°49′20″E / 45.019167°N 6.822222°E.

## Înființare
Situl Oasi xerotermica di Oulx - Amazas a fost declarat sit de importanță comunitară în septembrie 1995 pentru a proteja 6 specii de animale. Situl a fost protejat și ca arie specială de conservare în iulie 2016.

## Biodiversitate
Situată în ecoregiunea alpină, aria protejată conține 7 habitate naturale: Păduri aluvionare cu Alnus glutinosa și Fraxinus excelsior (Alno-Padion, Alnion incanae, Salicion albae), Păduri alpine de Larix decidua și/sau Pinus cembra, Grohotișuri termofile și vest-mediteraneene, Râuri de munte și vegetația lor lemnoasă cu Myricaria germanica, Fânețe montane, Râuri de munte și vegetația lor lemnoasă cu Salix elaeagnos, Pajiști uscate seminaturale și facies de acoperire cu tufișuri pe substraturi calcaroase (Festuco-Brometalia) (* situri importante pentru orhidee).
La baza desemnării sitului se află mai multe specii protejate:
- păsări (5): buhai de baltă (Botaurus stellaris), caprimulg (Caprimulgus europaeus), șerpar (Circaetus gallicus), erete cenușiu (Circus pygargus), viespar (Pernis apivorus)
- mamifere (1): lupul (Canis lupus)

Pe lângă speciile protejate, pe teritoriul sitului au mai fost identificate 6 specii de plante, 2 specii de amfibieni, 4 specii de mamifere, 9 specii de nevertebrate, 5 specii de reptile.